# Viggo Hansen (geograf)
 For alternative betydninger, se Viggo Hansen. (Se også artikler, som begynder med Viggo Hansen)
Viggo Olav Hansen (født 9. august 1913 i Ollerup, død 22. marts 1989) var en dansk geograf, hvis virke faldt i anden halvdel af 1900-tallet
Viggo Hansen blev først og fremmest en af Danmarks førende bebyggelsesgeografer. Hans virkefelt var vidt, spændende fra analyser af sammenhænge mellem bebyggelse og landskab til undersøgelser af hans levetids samtidige bebyggelsesudvikling i form af stationsbyer, vejbyer og forstæder.
Han blev student i Svendborg 1932, cand.mag. i naturhistorie og geografi 1938, var timelærer ved forskellige københavnske gymnasier og ved Niels Brocks handelsskole og blev ansat ved Københavns Universitets geografiske laboratorium 1941. Han blev amanuensis i 1950 og afdelingsleder i 1958. Han var på studierejser til Schweiz 1947, Portugal 1949, Frankrig 1954 og England 1956 og 1964.
Viggo Hansen blev dr.phil. på en afhandling om bebyggelsesudviklingen gennem tiderne i Vendsyssel, og 1966 blev han udnævnt til professor i geografi ved Københavns Universitets geografiske institut. Samme år blev han medlem af Det Kongelige Danske Geografiske Selskabs råd og fra 1972 af selskabets bestyrelse. Han var censor i geografi ved seminarierne fra 1957, medlem af Folkeuniversitetets programudvalg fra 1964, dansk repræsentant for International Working Group for the Geographical Terminology of the Agricultural Landscape 1964, medlem af fællesudvalget til samarbejde mellem Det Kgl. Bibliotek, Universitetsbiblioteket og universitetet 1966, af Landbohistorisk Selskab 1966 og medlem af bestyrelsen 1971, af Danmarks Naturfredningsforenings videnskabelige udvalg 1966 og af ødegårdsudvalget under Statens Humanistiske Forskningsråd 1970. Han var Ridder af Dannebrog.
Viggo Hansen var medforfatter både ved J.P. Trap: Danmark 5. udgave og Politikens storværk Danmarks Natur, hvor han ydede store bidrag om de bebyggelseshistoriske forhold. Han var umådelig produktiv og skrev talrige artikler om bebyggelsesgeografiske emner.

## Nekrolog
- N. Kingo Jacobsen: "Viggo Hansen 9.8.1913-22.3.1989" (Geografisk Tidsskrift, Bind 89; 1989)

## Forfatterskab
- Viggo Hansen: Indien. Folk og Erhverv (1946)
- Viggo Hansen: Gummi (1947)
- Viggo Hansen: "Landskab og bebyggelse i Vendsyssel. Studier over landbebyggelsens udvikling indtil slutningen af 1600-tallet" (Kulturgeografiske Skrifter, Bd. 7; København 1964)
- Viggo Hansen: Danmarks Kulturgeografi (1965).
- Viggo Hansen: "Bebyggelsens historie" (Danmarks Natur, bd. 9: Det bebyggede land; s. 9-138; København 1970)
- Viggo Hansen: Fra hedesamfund til industriby (Bygd, Esbjerg 1972)

### På internettet
- Viggo Hansen: "Østjylland — en geografisk Provins" (Geografisk Tidsskrift, Bind 46; 1943)
- Viggo Hansen: "Tre østhimmerlandske Sogne. Et bebyggelsesgeografisk Studie" (Geografisk Tidsskrift, Bind 48; 1946)
- Viggo Hansen: "Træk af Vendsyssels ældre bebyggelsesgeografi" (Geografisk Tidsskrift, Bind 49; 1948)
- Viggo Hansen: "Landskabsgeografi" (Geografisk Tidsskrift, Bind 52; 1952)
- Viggo Hansen: "Sandflugten i Thy og dens indflydelse på kulturlandskabet" (Geografisk Tidsskrift, Bind 56; 1957)
- Viggo Hansen: "The Danish Village: Its Age and Form" (Geografisk Tidsskrift, Bind 58; 1959)
- Viggo Hansen: "Vore landsbyers alder og struktur. Studier over 2 markbøger fra 1688-matriklen" (Geografisk Tidsskrift, Bind 58; 1959)
- Viggo Hansen: "Morphology and habitation in eastern Himmerland, NE. Jutland" (Geografisk Tidsskrift, Bind 59; 1960)
- Viggo Hansen: "Some characteristics of a growing suburban region" (Geografisk Tidsskrift, bd. 59; 1960, s. 214-225)
- Viggo Hansen: "Linear Settlements in Vendsyssel, Denmark" (Geografisk Tidsskrift, Bind 63; 1964)
- Viggo Hansen: "Den rurale by. De bymæssige bebyggelsers opståen og geografiske udbredelse" (Geografisk Tidsskrift, Bind 64; 1965)
- Viggo Hansen: "The pre-industrial City of Denmark. A study of two medieval founded market-towns" (Geografisk Tidsskrift, Bind 75; 1976)
- Viggo Hansen: "Økologiske vilkår i en vestjysk landbrugsegn belyst gennem 1688-matriklen" (Fortid og Nutid, 1985; s. 271-282) Arkiveret 14. marts 2016 hos  Wayback Machine